# Jean Gaspard de Stadion
Jean-Gaspard de Stadion (né le 21 décembre 1567 à Belfort † le 21 novembre 1641 à Ammern près de Mühlhausen (Thuringe)), comte de Weikersheim, seigneur de Freudenthal et d’Eulenburg, fut le 45e grand maître de l'ordre Teutonique de 1627 à 1641. Il fut président du Conseil aulique et Conseiller privé de l'empereur Ferdinand II.

## Biographie
Jean-Gaspard, fils de Jean-Ulrich de Stadion et d’Apollonia von Nanckenreuth, est issu de la famille alsacienne de Stadion.
Il fut reçu chevalier teutonique en 1594, servit tout jeune à la cour du prince Maximilien III, grand maître de l'Ordre, et prit part aux campagnes des Balkans et de Hongrie. Il accéda ainsi aux charges de grand-chambellan et de premier maître. En 1606 il recevait la commanderie de Fribourg, de 1609 à 1628 celle de Beuggen, avant de devenir grand commandeur d'Alsace (1626) puis 1629 de la fédération teutonique Souabe-Alsace-Bourgogne. En 1619 l'empereur Ferdinand II l'avait appelé au poste de premier conseiller aulique et en avait fait son conseiller privé en 1622. Au cours des premières années de la guerre de Trente Ans, entre 1619 et 1624, il conseilla également le prince Maximilien de Liechtenstein. Il fut finalement élu grand maître de l'ordre Teutonique le 30 décembre 1627 : ainsi, son règne devait être tout entier consacré à la conduite de la guerre de Trente Ans, combattant Gustave-Adolphe aux côtés de l’empereur Ferdinand III ; il prit notamment part à la bataille de Nördlingen (1634).
Il reçut en récompense de sa fidélité à l'empereur le comté de Weikersheim précédemment confisqué, avec toutes les prérogatives qui y étaient attachées. On nomma le prince Léopold-Guillaume de Habsbourg coadjuteur de ce grand maître talentueux, et l'on faisait systématiquement appel à lui dans les questions stratégiques aussi bien que diplomatiques. Il préparait de nouveaux plans de campagne lorsque le 21 novembre 1641 (vers 10 heures), près de Mühlhausen (Thuringe), il fut mortellement blessé au combat ; il mourut vers 19 heures dans une chaumière d’Ammern.
Sa statue est conservée dans l’« Allée des Héros » (Helden-Allee) du mémorial d’Heldenberg. Elle a été réalisée en Basse-Autriche en 1849.